# Саид Мухаммад-хан
Саид Мухаммад-хан (1823—1864), годы правления 1856—1864, десятый правитель из узбекской династии кунгратов в Хивинском ханстве.

## Биография
В 1855 году хивинский правитель Мухаммад Амин-хан трагически погиб в битве близ Серахса. После его смерти власть в Хорезме перешла к Абдулла-хану (1855), который, однако через шесть месяцев тоже погиб в борьбе с кочевыми племенами. Затем на престол взошел Кутлуг Мурад-хан. Он был убит в результате покушения.
В 1856 году после его смерти к власти в Хивинском ханстве пришёл сын Мухаммад Рахим-хана I Саид Мухаммад-хан (1856—1864). Он навел порядок в государстве и предотвратил нападения кочевых племен.
При правлении Саид Мухаммад-хана поддерживались дипломатические отношения с Россией, Османской империей, Ираном, Афганистаном.
В 1858 году в Хиве побывал российский посланник Н. П. Игнатьев.

В 1863 году Саид Мухаммад-хан принял известного путешественника Арминия Вамбери.
В эпоху правления Саид Мухаммад-хана в Хиве была построена куринишхана. В эти годы историк Агахи писал историю Хорезма. В числе известных людей Хорезма был композитор, каллиграф, живописец Камил Хорезми (1825—1899).

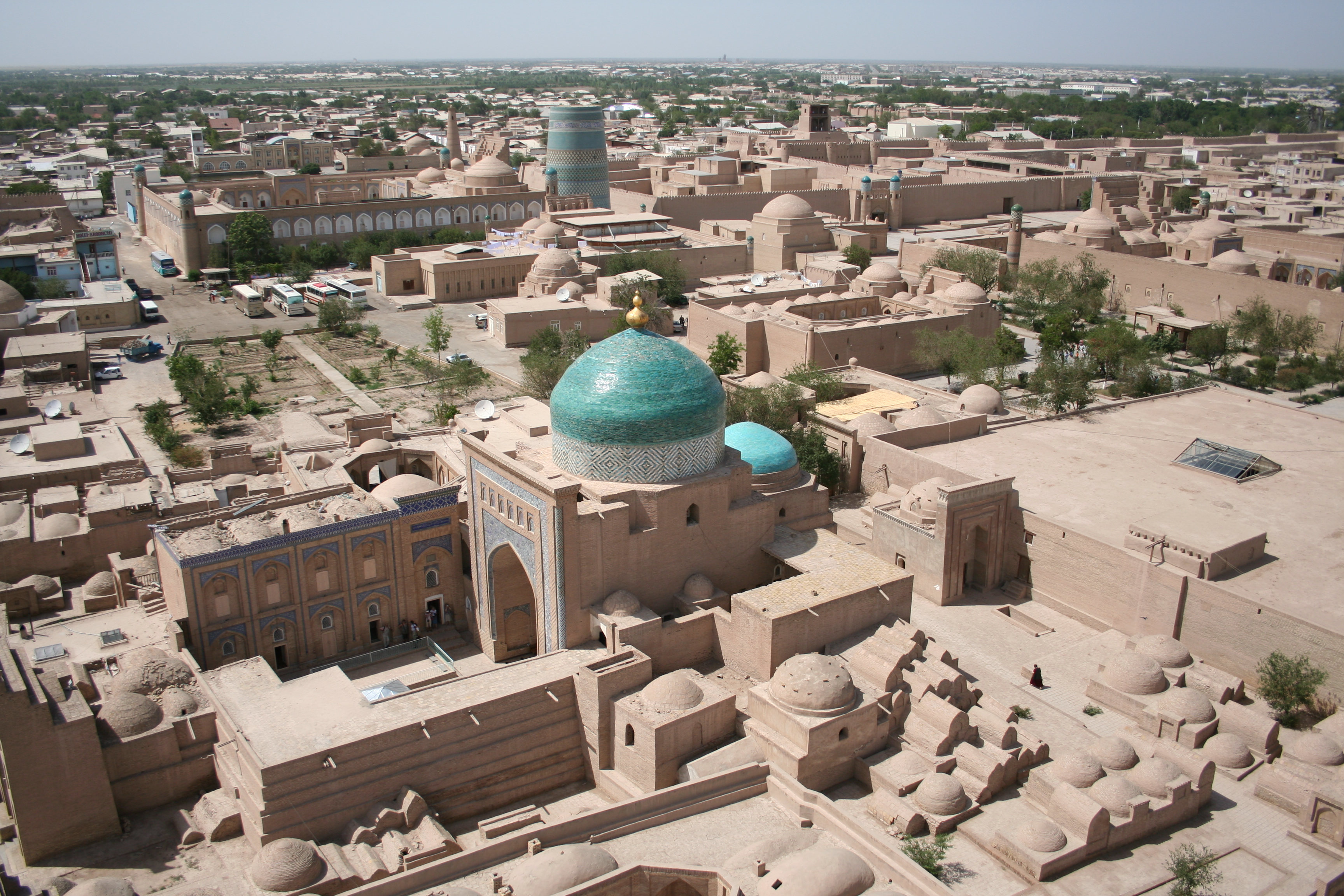
Хива: Ичан кала

В 1864 году к власти в государстве пришёл его сын Мухаммад Рахим-хан II (1864—1910).